# Antonio Giordano

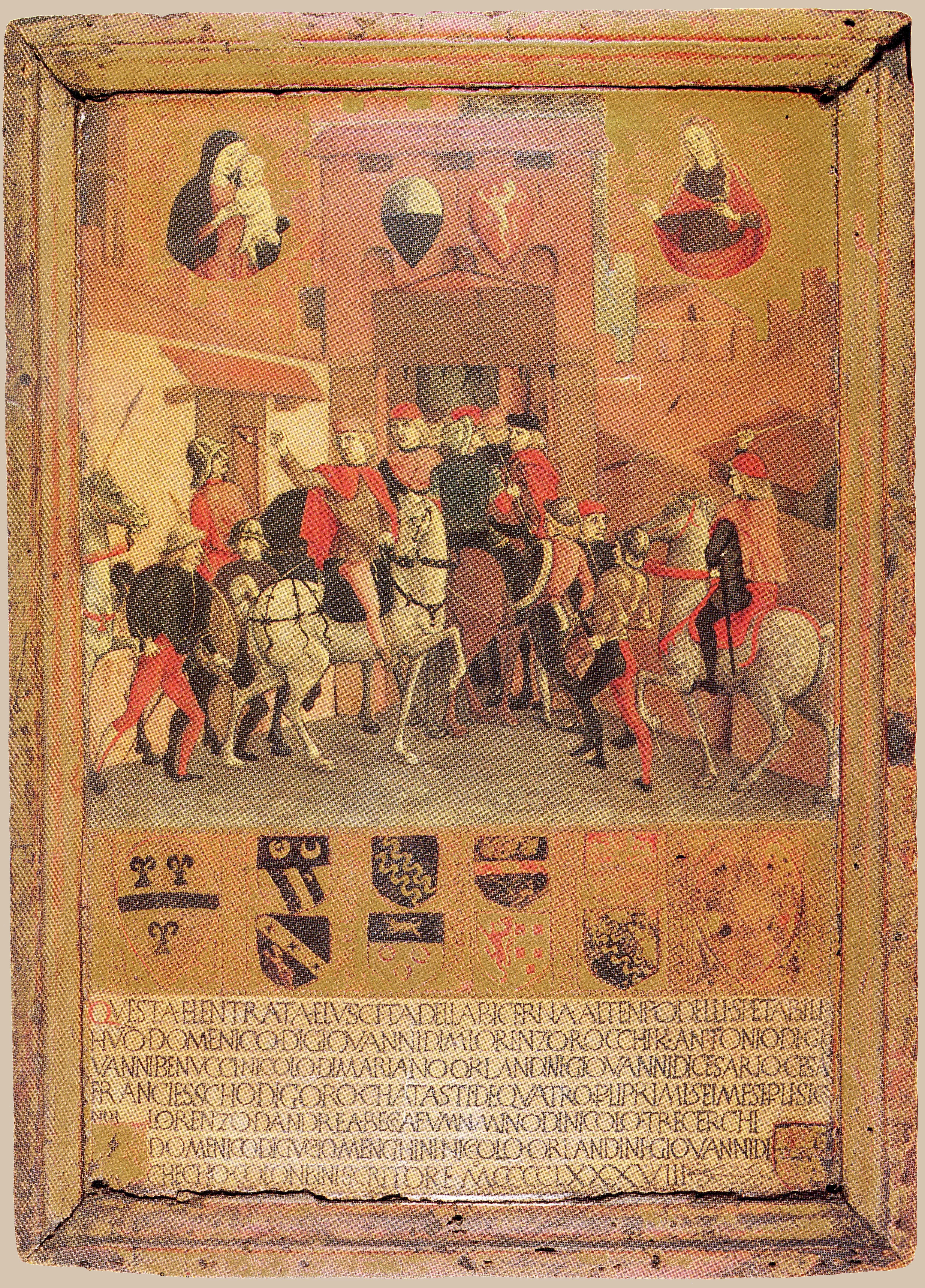
Le Retour des Noveschi à Sienne (prise de pouvoir de Pandolfo Petrucci représenté sur une tavoletta di Biccherna (Archives de l'État de Sienne).

Antonio Giordano, dit Antonio da Venafro, né à Venafro en 1459 et mort à Naples en 1530, est un juriste italien, professeur de droit dans diverses universités italiennes.

## Biographie
Issu d'une famille modeste, il se rend à Naples où il obtient son diplôme en "utroque iure", autrement dit en jurisprudence. Il est rapidement reconnu comme expert de cette discipline et appelé à l'université en tant que professeur de droit.
Aux études juridiques, il allie la passion pour la littérature, l'histoire et la poésie. Au début du XVIe siècle, il s'installe à Bologne puis à Florence où il occupe une chaire de droit à l'université, ce qui contribuera à sa célébrité. Tant et si bien que Pandolfo Petrucci, Seigneur de Sienne, l'appelle à la présidence de l'université locale et le nomme son conseiller politique et Premier ministre.
Giordano devint ainsi le principal collaborateur du prince. Dans ce rôle, il a participé en tant qu'ambassadeur à des réunions et des sommets avec divers chefs d'État et de papes, et a eu beaucoup de poids dans les choix politiques du Seigneur de Sienne.
À la mort de Pandolfo Petrucci, son fils Borghese lui succède. En 1516, lorsque Borghese Petrucci tombe, Antonio Giordano revient à Venafro, restant jusqu'en 1519 au service du seigneur féodal de la ville, le comte Enrico Pandone. Jordan était gouverneur et vicaire.
De retour à Naples, il est nommé membre du Conseil collatéral. Le roi Ferdinand le Catholique le nomme conseiller palatin et conseiller régional. À Naples, à côté de l'activité politique, il peaufine son enseignement du droit à l'université. En fait, il a enseigné le droit civil de 1519 à 1526. Il est mort à Naples à l'âge de 71 ans et enterré dans la chapelle de l'église San Severino et Sossio . 

## Citation de Machiavel
Sa réputation lui valut une citation dans l'ouvrage de Machiavel, Le Prince, au chapitre 22, comme exemple de vertu politique et de capacité à gouverner.

« Ce n’est pas une chose de peu d’importance pour un prince que le choix de ses ministres, qui sont bons ou mauvais selon qu’il est plus ou moins sage lui-même. Aussi, quand on veut apprécier sa capacité, c’est d’abord par les personnes qui l’entourent que l’on en juge. Si elles sont habiles et fidèles, on présume toujours qu’il est sage lui-même, puisqu’il a su discerner leur habileté et s’assurer de leur fidélité ; mais on en pense tout autrement si ces personnes ne sont point telles ; et le choix qu’il en a fait ayant dû être sa première opération, l’erreur qu’il y a commise est d’un très fâcheux augure. Tous ceux qui apprenaient que Pandolfo Petrucci, prince de Sienne, avait choisi messer Antonio da Venafro pour son ministre, jugeaient par là même que Pandolfo était un prince très sage et très éclairé.
On peut distinguer trois ordres d’esprit, savoir : ceux qui comprennent par eux-mêmes, ceux qui comprennent lorsque d’autres leur démontrent, et ceux enfin qui ne comprennent ni par eux-mêmes, ni par le secours d’autrui. Les premiers sont les esprits supérieurs, les seconds les bons esprits, les troisièmes les esprits nuls. Si Pandolfo n’était pas du premier ordre, certainement il devait être au moins du second, et cela suffisait ; car un prince qui est en état, sinon d’imaginer, du moins de juger de ce qu’un autre fait et dit de bien et de mal, sait discerner les opérations bonnes ou mauvaises de son ministre, favoriser les unes, réprimer les autres, ne laisser aucune espérance de pouvoir le tromper, et contenir ainsi le ministre lui-même dans son devoir. »

Le Prince, Chapitre XXII : Des secrétaires des princes.